# Tethysicodium
Tethysicodium, rod zelenih algi u porodici Codiaceae, dio reda Bryopsidales. Jedina priznata vrsta je T. wrayi